# طراحی فرایند
طراحی فرایند (به انگلیسی: Process design) بخشی از علم مهندسی شیمی است که به طراحی، توسعه و بروز رسانی واکنش‌های شیمیایی، فرایندهای شیمیایی و فیزیکی، همچنین تبدیل مواد شیمیایی در واحدهای صنعتی می‌پردازد.